# The Best of Dolly Parton
The Best of Dolly Parton è un album di raccolta della cantante statunitense Dolly Parton, pubblicato nel 1970.

## Tracce
Tutte le tracce sono state scritte da Dolly Parton, eccetto dove indicato.

Side 1
1. Mule Skinner Blues (Blue Yodel No. 8) – 3:10 (Jimmie Rodgers, George Vaughan)
2. Down from Dover – 3:42
3. My Blue Ridge Mountain Boy – 3:27
4. In the Good Old Days (When Times Were Bad) – 2:46
5. Gypsy, Joe and Me – 3:07

Side 2
1. In the Ghetto – 2:46 (Mac Davis)
2. Just Because I'm a Woman – 3:01
3. Daddy Come and Get Me – 2:59 (Parton, Dorothy Jo Hope)
4. How Great Thou Art – 3:27 (Stuart K. Hine)
5. Just the Way I Am – 2:27